# Beiwagen (Bahn)

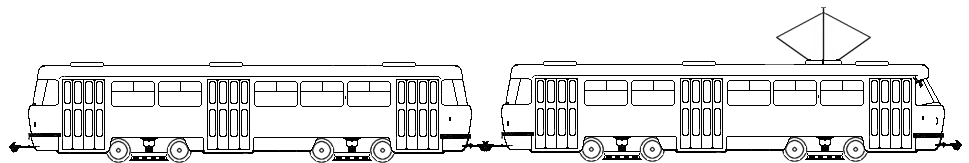
Ein Straßenbahnzug aus Triebwagen (rechts) und Beiwagen (links)

Ein Beiwagen, in der Schweiz Anhänge(r)wagen oder Anhänger genannt, ist ein antriebsloser Wagen einer Straßenbahn oder einer Eisenbahn. Er wird von einem Triebwagen oder seltener einer Lokomotive gezogen bzw. geschoben und dient der Beförderung von Fahrgästen. Bei der Eisenbahn spricht man allerdings meist von einem Eisenbahnwagen beziehungsweise Personenwagen, Ausnahmen sind unten angeführt. Verkehrt ein Beiwagen zwischen zwei Triebwagen, so handelt es sich um einen Mittelbeiwagen.

## Beiwagen bei der Straßenbahn
Während bei den in den 1830er Jahren eingeführten Pferdestraßenbahnen grundsätzlich nur ein Wagen von einem oder mehreren Pferden gezogen wurde, ermöglichten die ab den 1870er Jahren betriebenen Dampfstraßenbahnen erstmals auch im Straßenbahnbereich die Bildung von Zügen. Da die bei letzteren eingesetzten Straßenbahnlokomotiven aber ohnehin keine Fahrgäste beförderten, gab es auch noch keine Unterteilung in Trieb- und Beiwagen.

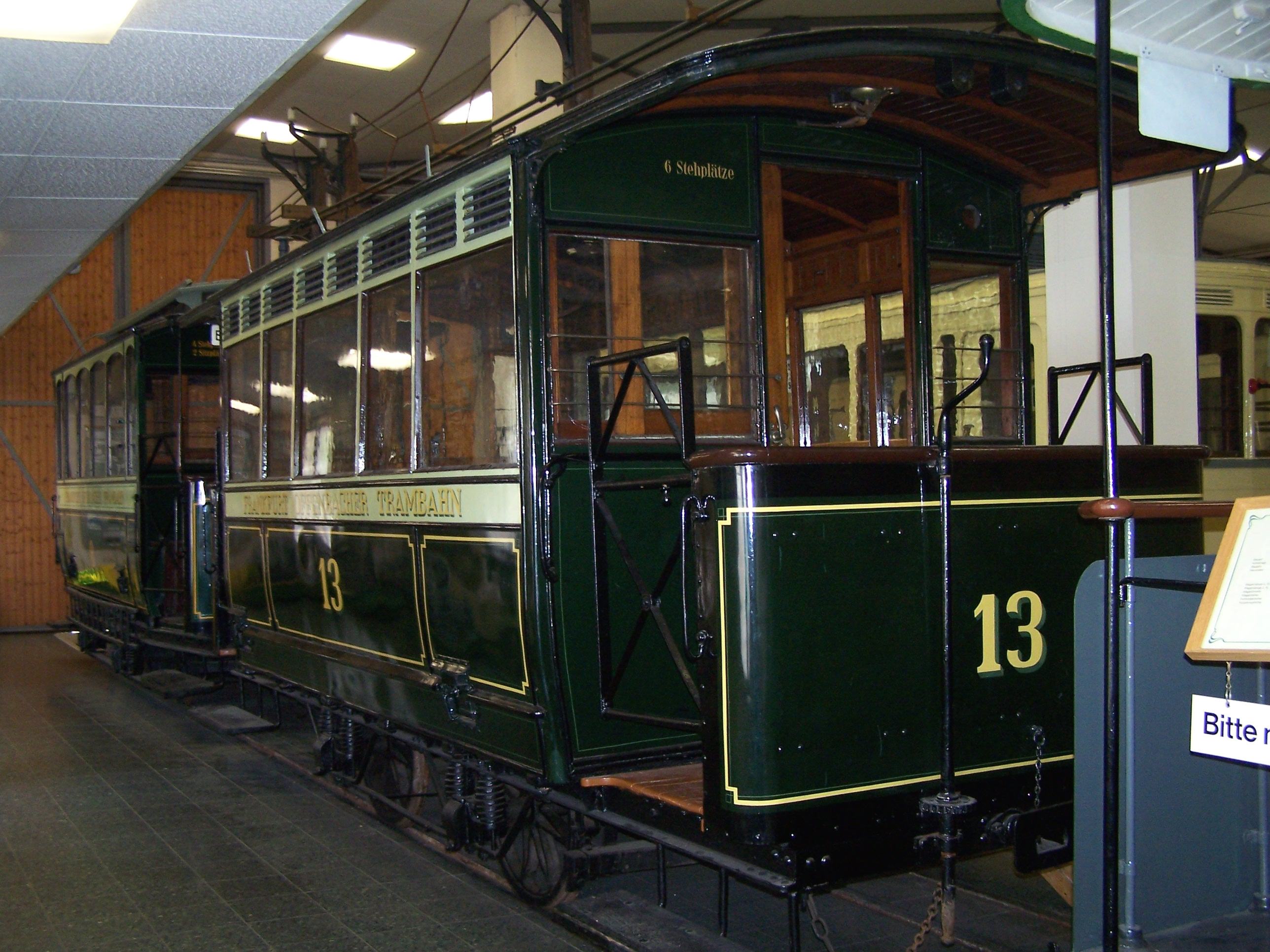
FOTG-Beiwagen von 1884

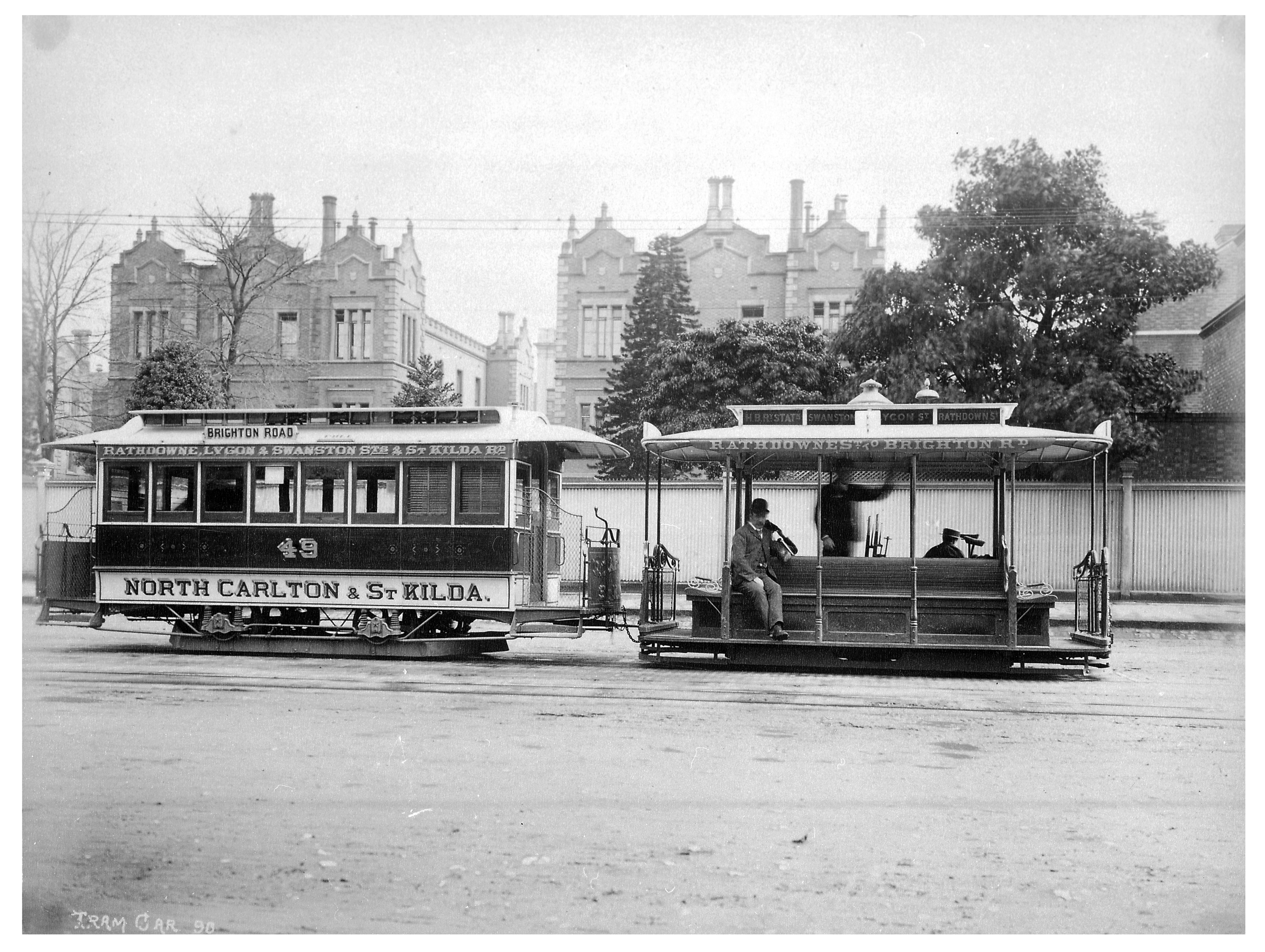
Bei der Kabelstraßenbahn in Melbourne zogen ab 1885 sogenannte dummies, die mit dem Zugseil verbunden waren, gewöhnliche Beiwagen hinter sich her

Dies änderte sich erst in den 1880er Jahren durch die Einführung der elektrischen Traktion. Nachdem 1881 mit der Elektrischen Straßenbahn Lichterfelde–Kadettenanstalt die erste Elektrische überhaupt in Betrieb gegangen war, waren die elektrischen Triebwagen schon bald so leistungsfähig, dass sie auch Anhänger befördern konnten. So führte die Frankfurt-Offenbacher Trambahn-Gesellschaft (FOTG) bereits bei ihrer Eröffnung im Jahr 1884 Beiwagen mit. Häufig wurden die ersten Beiwagen aus altbrauchbaren Pferdebahnwagen umgebaut, die typischerweise recht leicht waren. Dank immer stärker motorisierter Triebwagen konnten aber bald auch neue, schwerere Beiwagen gebaut werden, die geräumiger als die alten Pferdebahnwagen waren. Meist verwendeten die Hersteller für Trieb- und Beiwagen die gleichen Wagenkästen. Weil letztere aber nicht das Gewicht der elektrischen Ausrüstung und den Stromabnehmer tragen mussten, hatten zweiachsige Beiwagen häufig ein einfacheres Laufwerk ohne besonderes Laufgestell und einen leichteren Rahmen. Zogen die Triebwagen anfangs in der Regel nur einen Beiwagen hinter sich her, tauchten in der ersten Hälfte des 20. Jahrhunderts auch Dreiwagenzüge auf. Selten waren hingegen Verbände mit drei oder mehr Beiwagen, so fuhren beispielsweise bei der straßenbahnähnlichen Lokalbahn Innsbruck–Hall in Tirol große Vierachser mit vier zweiachsigen Anhängern.
Mit dem Einsatz moderner Gelenkwagen ab den 1950er Jahren, die etwa einem älteren Triebwagen mit Beiwagen entsprachen, wurde der Bedarf an Beiwagen geringer. Teilweise wurden keine neuen Beiwagen beschafft, stattdessen wurden die Gelenktriebwagen immer länger. Gelenkbeiwagen sind selten, Beispiele dafür sind die Vierachser in Bremen (Hansa Waggon bzw. Wegmann GB4) und München (Rathgeber Baureihe p), die Beiwagen 1053–1058 der RHB und die Bauart c6 aus Wien, auch wenn diese im Regelbetrieb nur auf der Wiener U-Bahn-Linie U6 eingesetzt wurden. Vereinzelt verbanden manche Betriebe außerdem alte zweiachsige Anhänger nachträglich miteinander; diese Bauart konnte sich jedoch nicht durchsetzen.
Es gab aber auch Beiwagen, die motorisiert waren, aber ansonsten keine elektrischen Einrichtungen wie Stromabnehmer oder Führerstand hatten, so in Hannover die DUEWAG-Breitraumwagen 1401 ff. In diesem Fall spricht man jedoch meist von geführten Triebwagen.
Die Einsatzgeschichte der Beiwagen unterschied sich gerade in der Zeit bis zur deutschen Wiedervereinigung stark voneinander:
- in der Bundesrepublik und vielen westeuropäischen Ländern reduzierte sich durch den wachsenden Anteil an Gelenkzügen die Zahl der Beiwagen, nur in Ausnahmefällen wurden auch in den 1980er Jahren neue Beiwagen in Dienst gestellt, so beispielsweise in Braunschweig
- in den meisten osteuropäischen Ländern dominierten einzeln oder in Mehrfachtraktion verkehrende Großraum-Triebwagen und Gelenkwagen; seit Ende der 1960er Jahre wurden neue Beiwagen im Wesentlichen nur nach Jugoslawien (Tatra B4YU), Rumänien (Timiș 2) und in die DDR (Tatra B3D/B4D/B6A2D) geliefert
- in der DDR wurden bis Ende der 1960er Jahre (bei Berücksichtigung der Rekowagen als Quasi-Neubauten sogar bis 1975) klassische Triebwagen-Beiwagen-Züge hergestellt; Züge aus zweiachsigen LOWA- bzw. Gothawagen wurden in den 1950er und 1960er Jahren auch nach Polen und in die Sowjetunion exportiert
- nach der politischen Wende gelangten auch gebrauchte Straßenbahnzüge mit Beiwagen aus Deutschland zu solchen osteuropäischen Betrieben, die bislang keine Beiwagen (mehr) einsetzten
- mit dem Aufkommen der Niederflurtechnik wurden vereinzelt neue niederflurige Beiwagen als Ergänzung für vorhandene hochflurige Triebwagen gebaut; so zum Beispiel die Typen SB9 der Straßenbahn Darmstadt und NB4 bzw. 4NBWE der Straßenbahnen in Leipzig und Rostock. Mit ihnen wurde auch im Zusammenspiel mit älteren – aber noch nicht abgeschriebenen – Hochflur-Triebwagen ein barrierefreier Einstieg gewährleistet. Mit Verjüngung des jeweiligen Wagenparks werden diese Niederflur-Beiwagen aber zunehmend auch hinter Niederflur-Triebwagen eingesetzt. Im Gegenzug setzen die Straßenbahn Braunschweig und die Straßenbahn Magdeburg in den Hauptverkehrszeiten Hochflur-Beiwagen hinter Niederflur-Triebwagen ein. Dadurch wird einerseits ganztägig ein barrierefreier Zugang gewährleistet, andererseits steht auch in den Spitzenzeiten genug Kapazität zur Verfügung.
- ein Sonderfall sind die hochflurigen Mittelbeiwagen vom Typ MB4 der Stadtbahn Bielefeld, sie laufen wegen des in Bielefeld üblichen Zweirichtungsverkehrs grundsätzlich nur zwischen zwei Triebwagen. Ähnlich in Basel, dort verkehren auf der Linie 3 Beiwagen zwischen zwei Triebwagen.
- Bei der 1908 gegründeten straßenbahnähnlichen Straßenbahn Abbazia im damaligen Österreichischen Küstenland zogen früher Posttriebwagen reguläre Beiwagen.[1] Hier bestand die besondere Situation, dass die Fahrgastbeförderung nur im Beiwagen, nicht aber im Triebwagen möglich war.
- Bei der Straßenbahn Wien wurden zwischen 1955 und 1973 ältere zweiachsige Triebwagen der Baureihen H2, K, L1, M, M1, P, P2, P3 vierachsigen c2- oder c3-Großraumbeiwagen vorgespannt. Weil bei diesen Gespannen das Zugfahrzeug deutlich kleiner war als der Anhänger, erhielten sie den Spitznamen Halbstarke. Kombinationen aus zweiachsigen Triebwagen und vierachsigen Beiwagen verkehrten darüber hinaus auch bei der Straßenbahn Berlin.

Die meisten Einrichtungs-Beiwagen verfügen über einen Hilfsfahrschalter für Rangierzwecke am hinteren Wagenende, was sie technisch zu Steuerwagen macht. Neben einfachen Fahraufgaben, meist mit nur zwei Fahr- und einer Bremsstufe, ließen sich meist Blinker und Türfreigaben vom Beiwagen aus bedienen. In einigen Städten wurde damit in entlegeneren Streckenbereichen sogar planmäßige Heck-voraus-Fahrten bis zur nächsten Wendeschleife oder dem nächsten Gleisdreieck durchgeführt. Straßenbahn-Beiwagen verfügen typischerweise über eine vom Triebwagen gesteuerte Solenoidbremse.

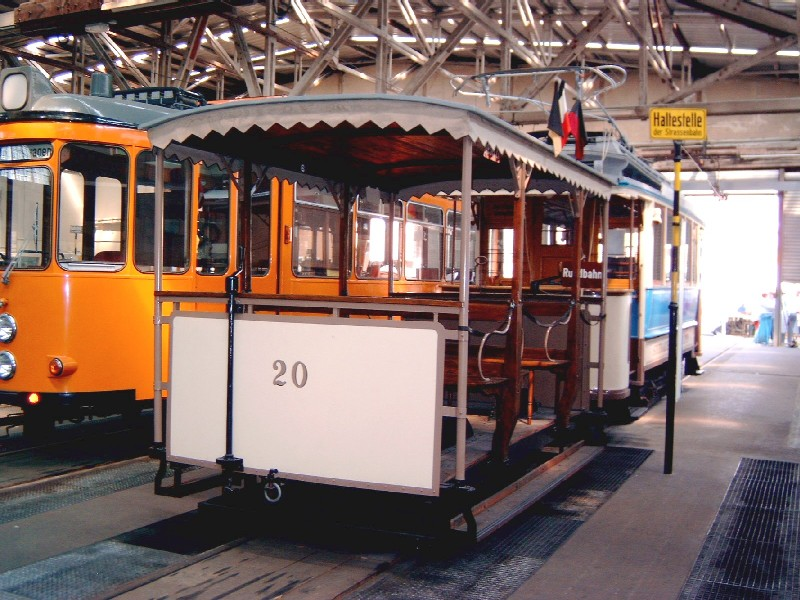
Offener Sommerbeiwagen der Straßenbahn Stuttgart, ursprünglich ein Pferdebahnwagen
Zweiachsiger Beiwagen der Straßenbahn Strasbourg, noch mit offenen Plattformen
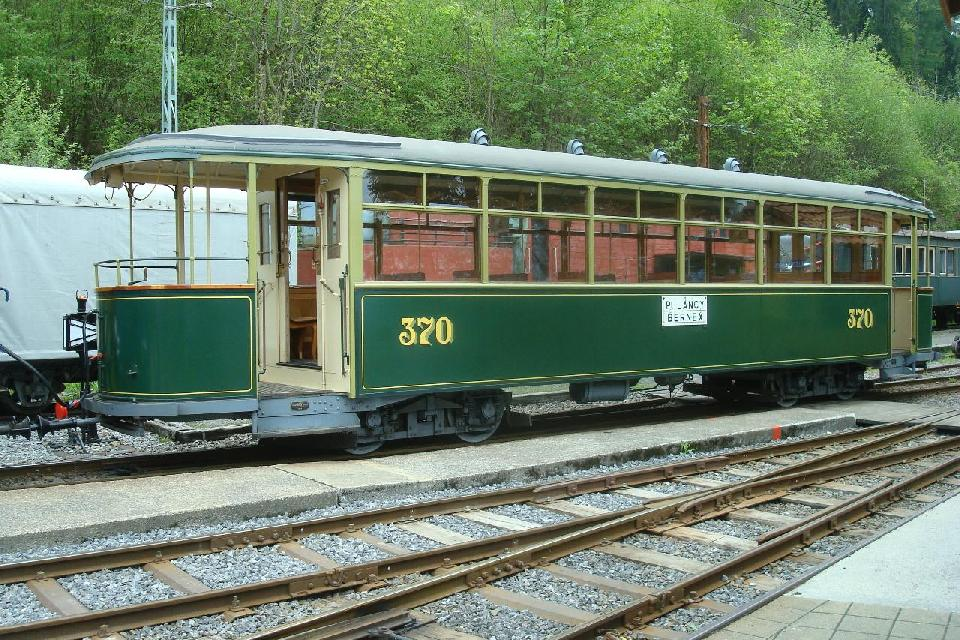
Vierachsiger Beiwagen der ehemaligen Compagnie genevoise des tramways électriques, ebenfalls noch mit offenen Plattformen
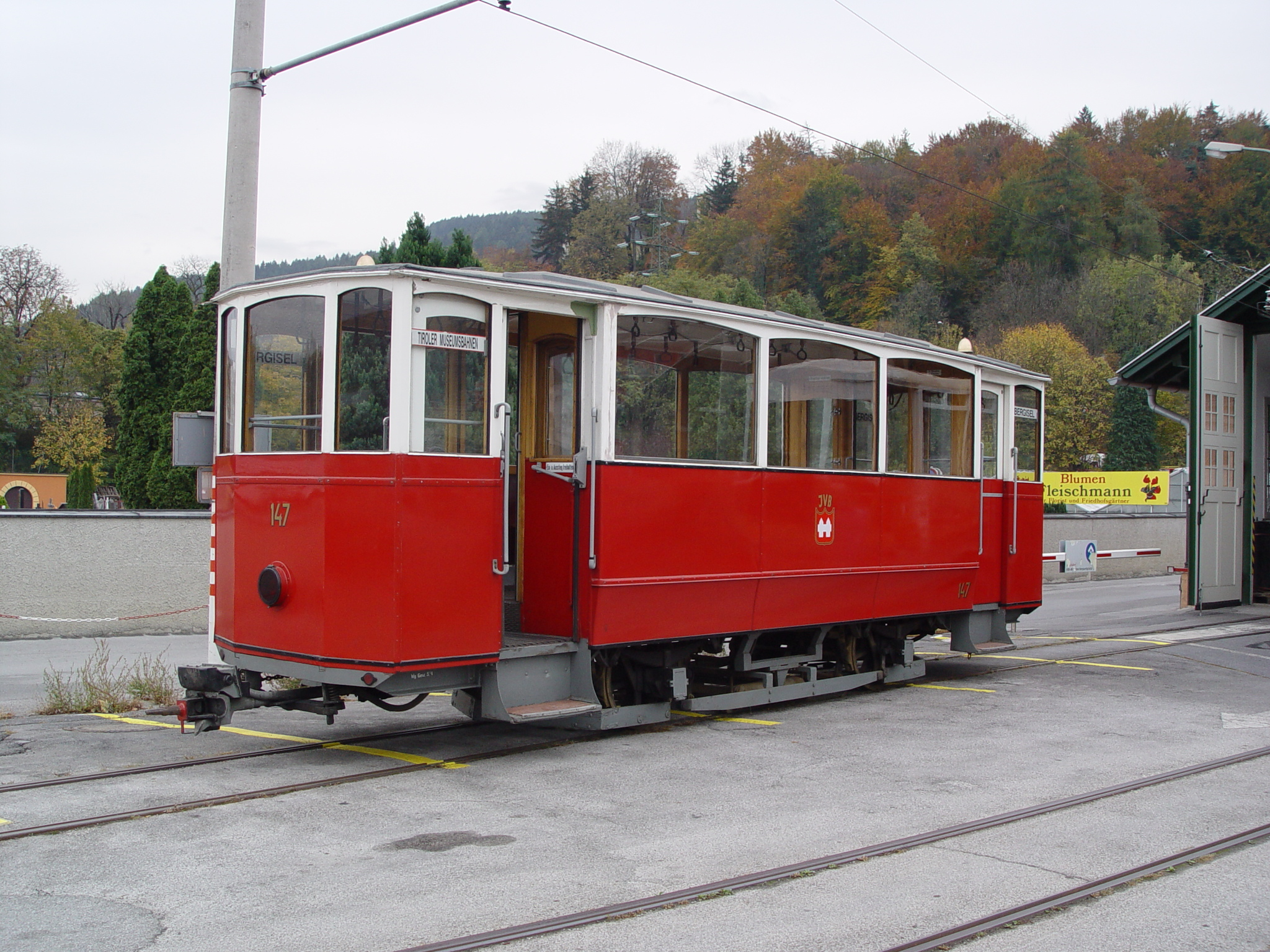
Straßenbahn Innsbruck: Beiwagen mit geschlossenen Bühnen
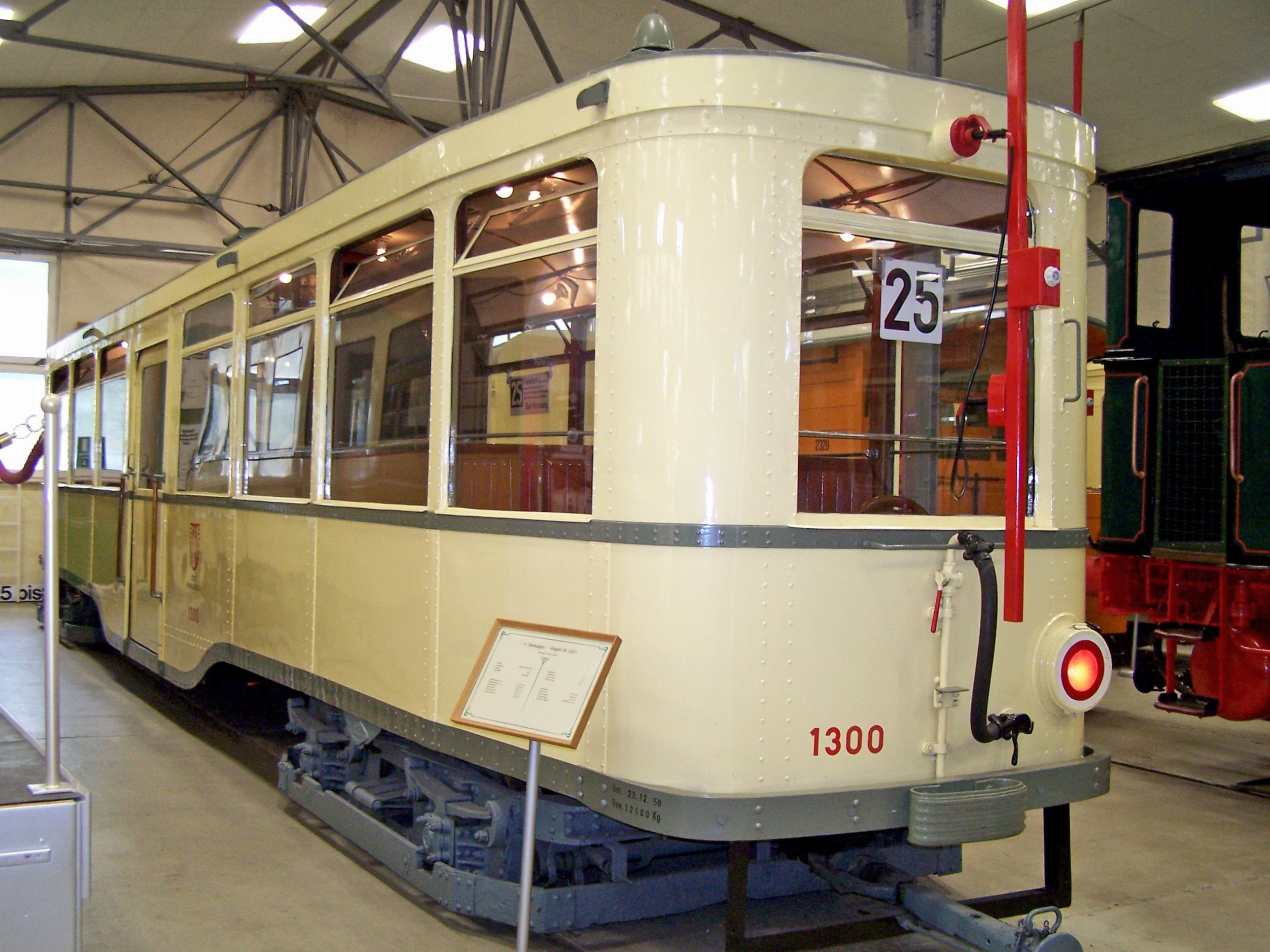
Vierachsiger Niederflurbeiwagen der Frankfurter Lokalbahn, gebaut 1923 von der Waggonfabrik Uerdingen
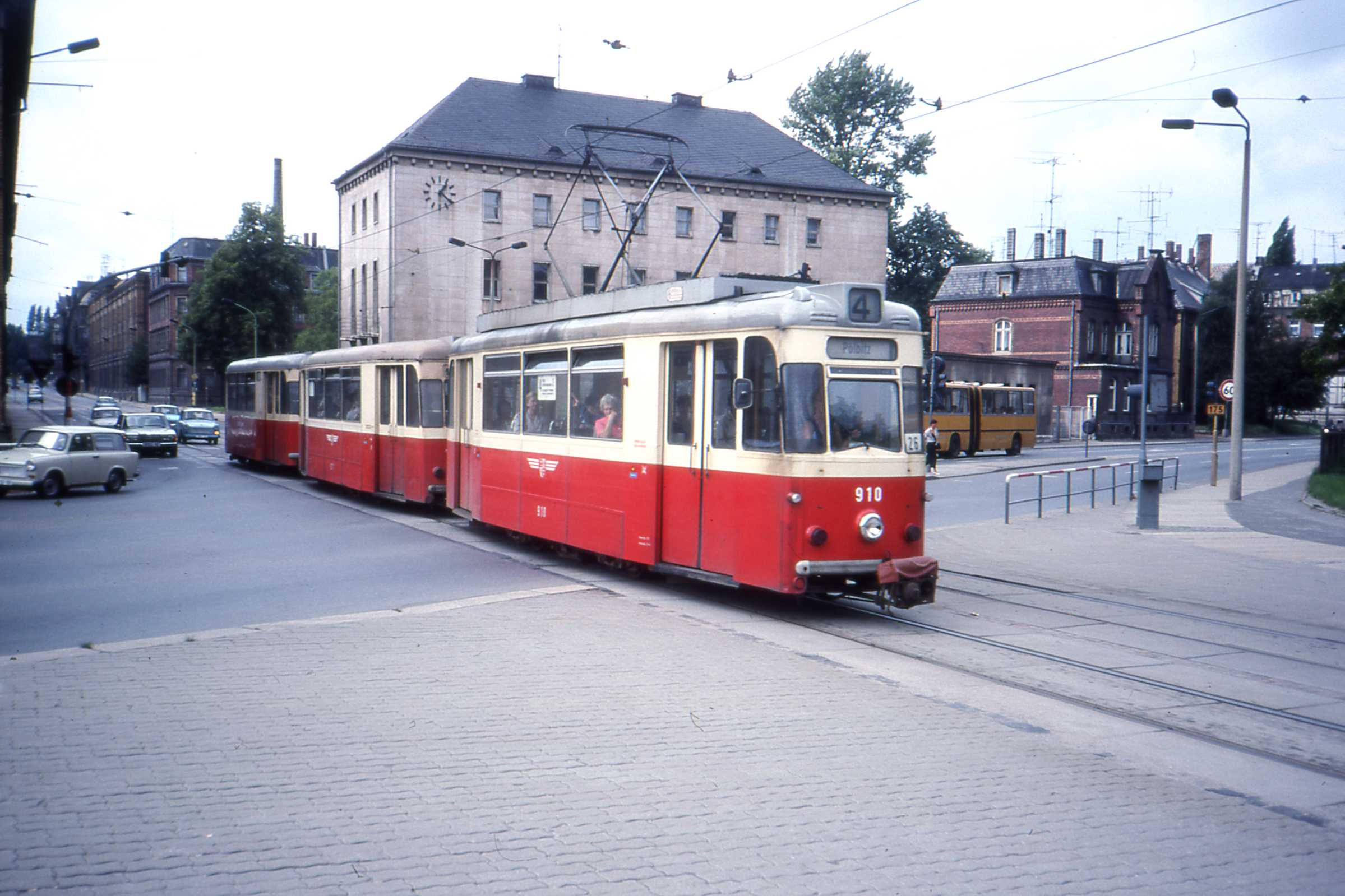
Typischer Dreiwagenzug aus Zweiachsern, hier 1989 bei der Straßenbahn Zwickau
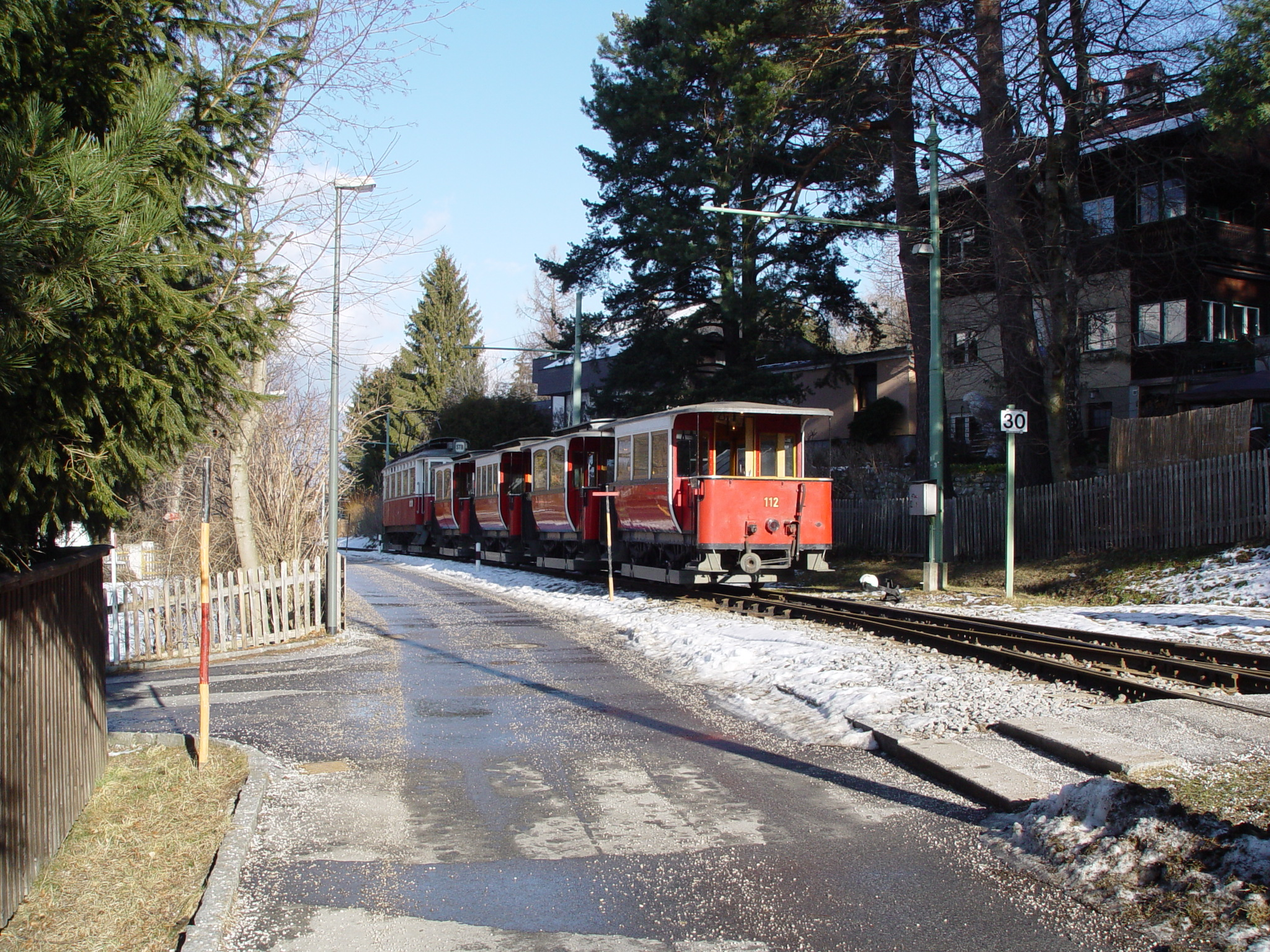
Innsbrucker Museumsgarnitur mit vier Beiwagen
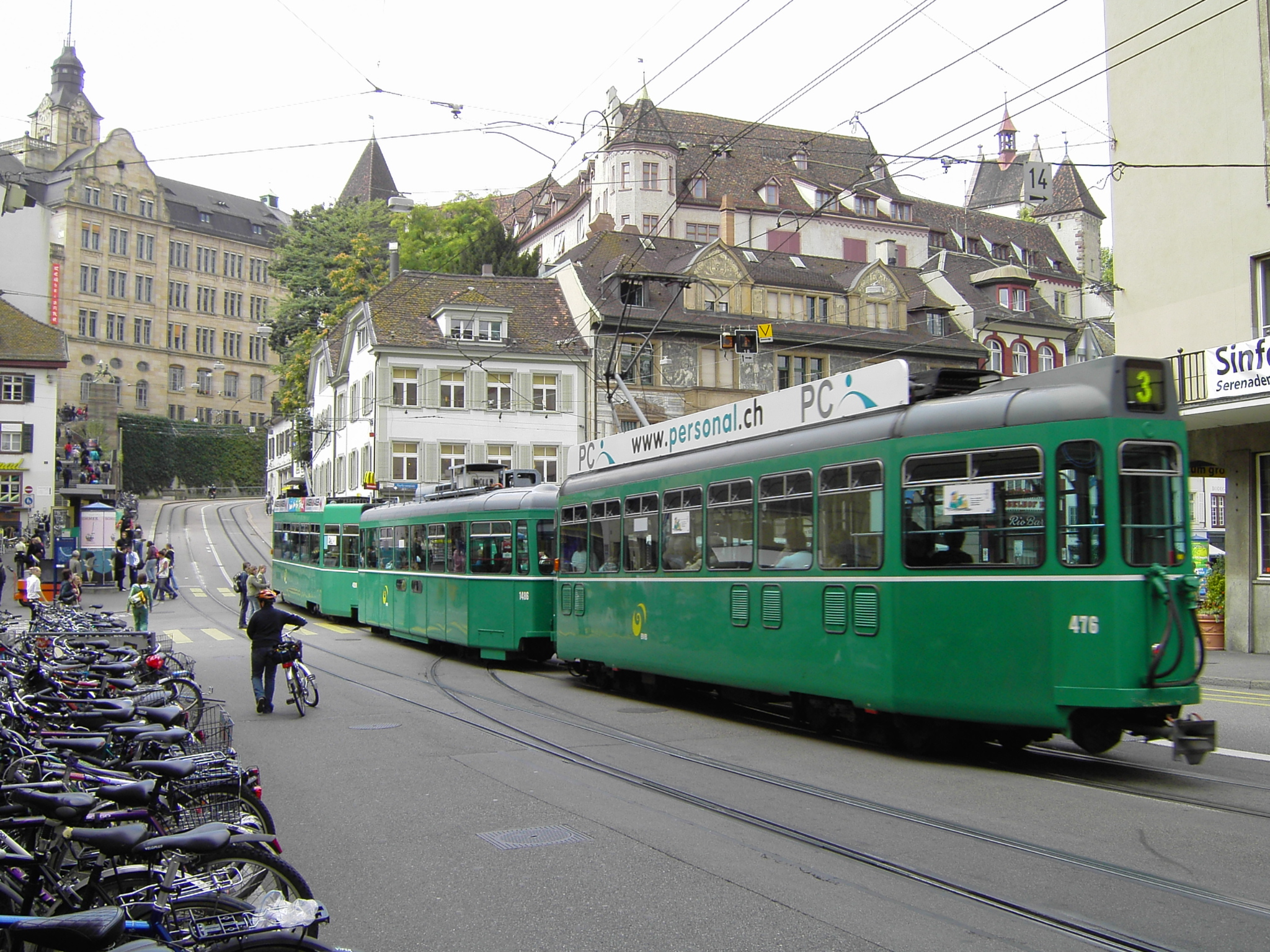
Basel: mittig laufender Beiwagen auf der Linie 3
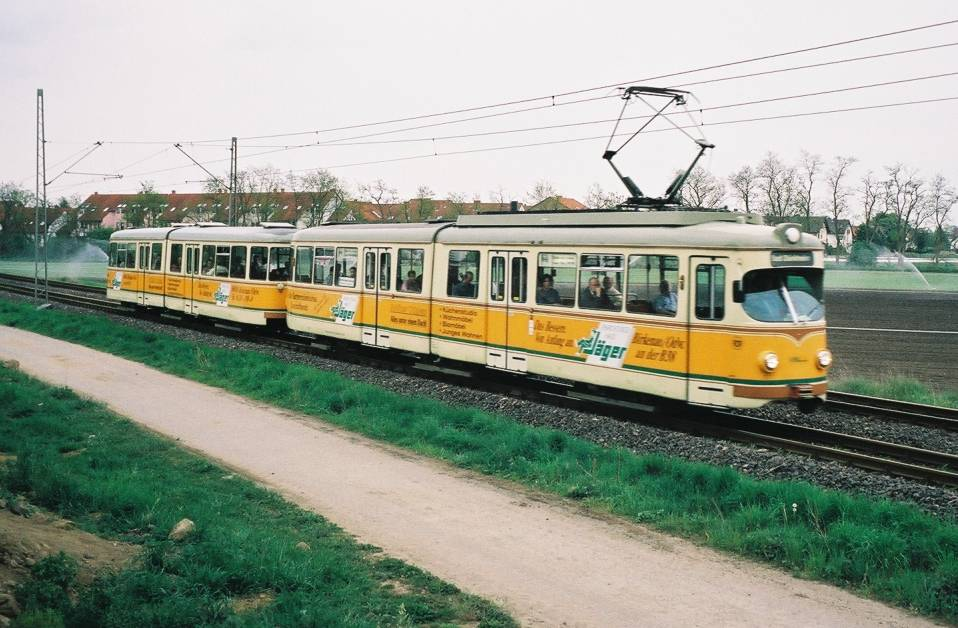
Gelenkbeiwagen und Gelenktriebwagen der Rhein-Haardtbahn GmbH
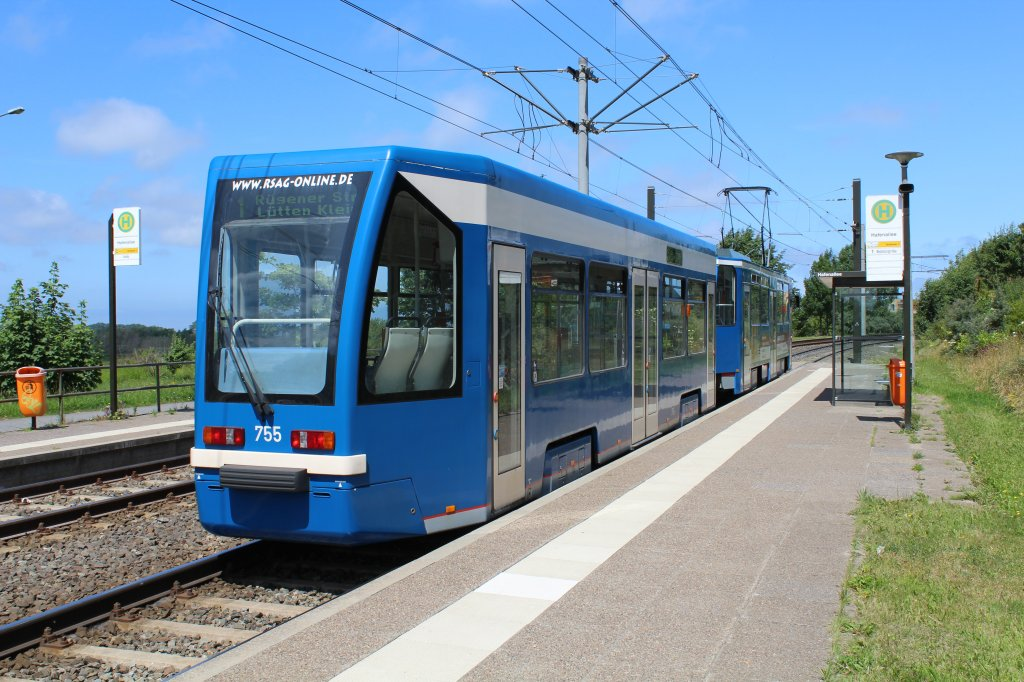
Moderner Niederflur-Beiwagen in Rostock
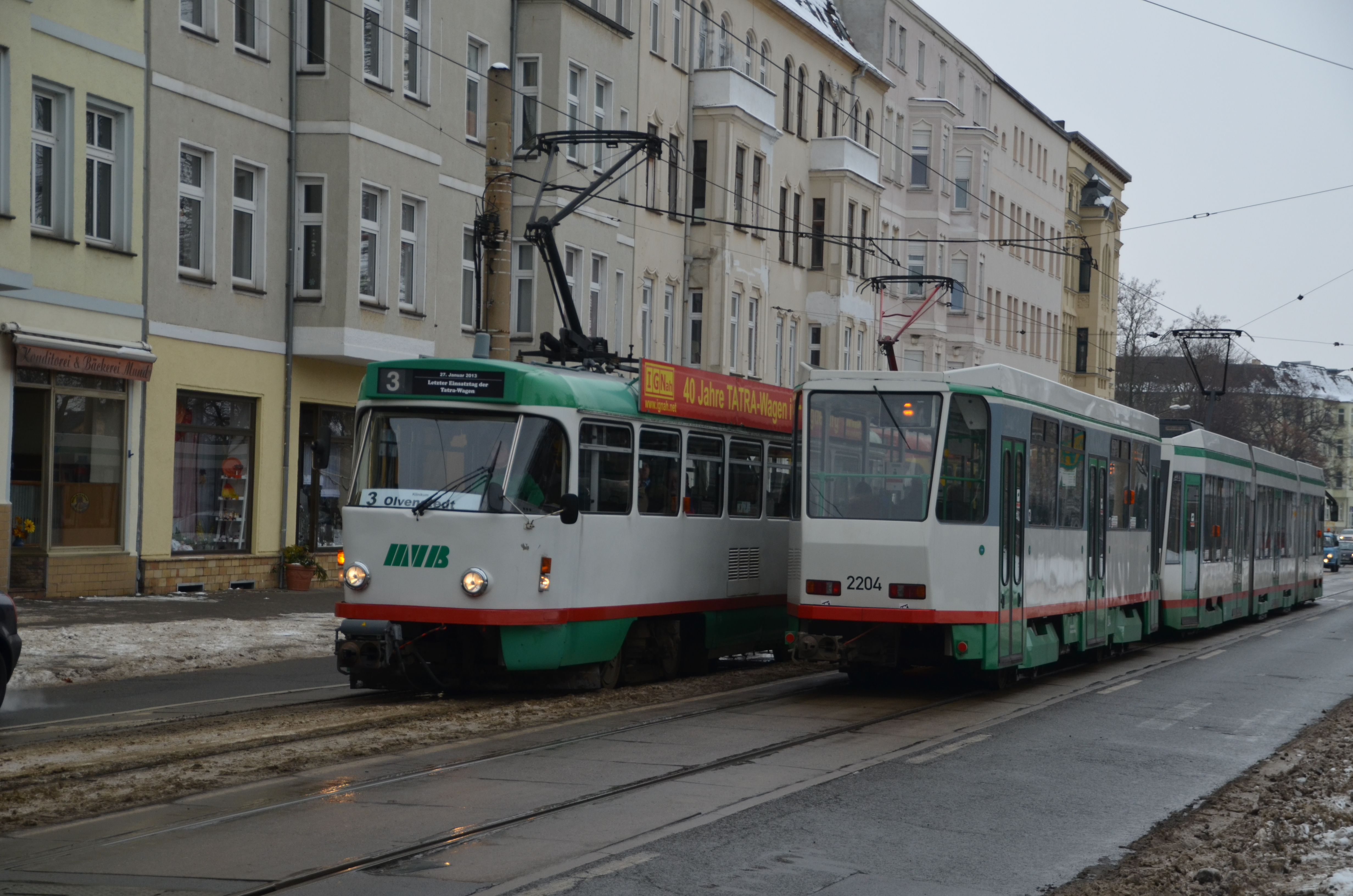
Magdeburg: Hochflur-Beiwagen hinter Niederflur-Triebwagen
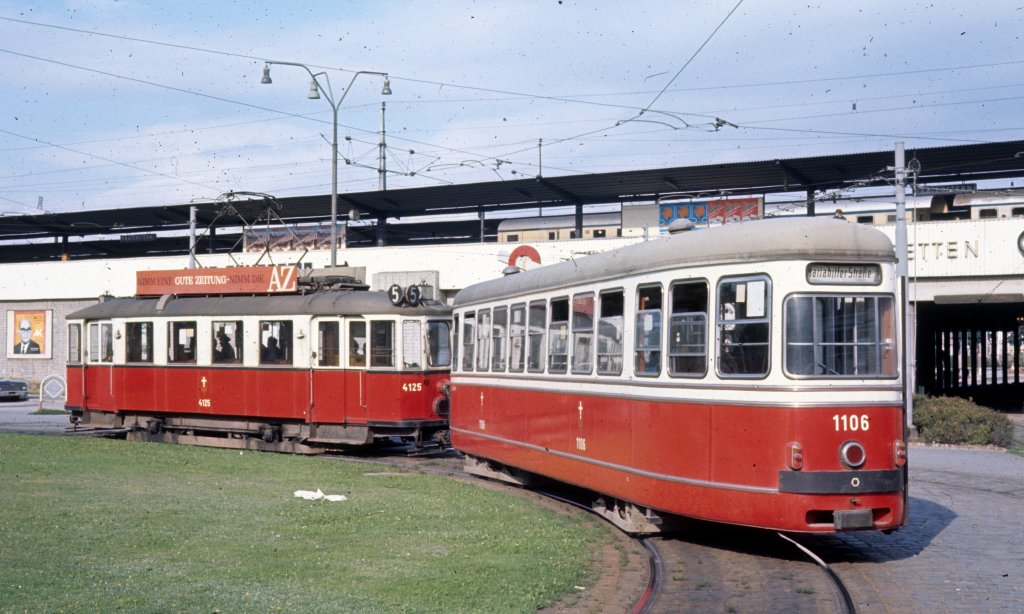
„Halbstarker“ Zug (M+c3) in Wien (1969)

## Beiwagen bei der Eisenbahn

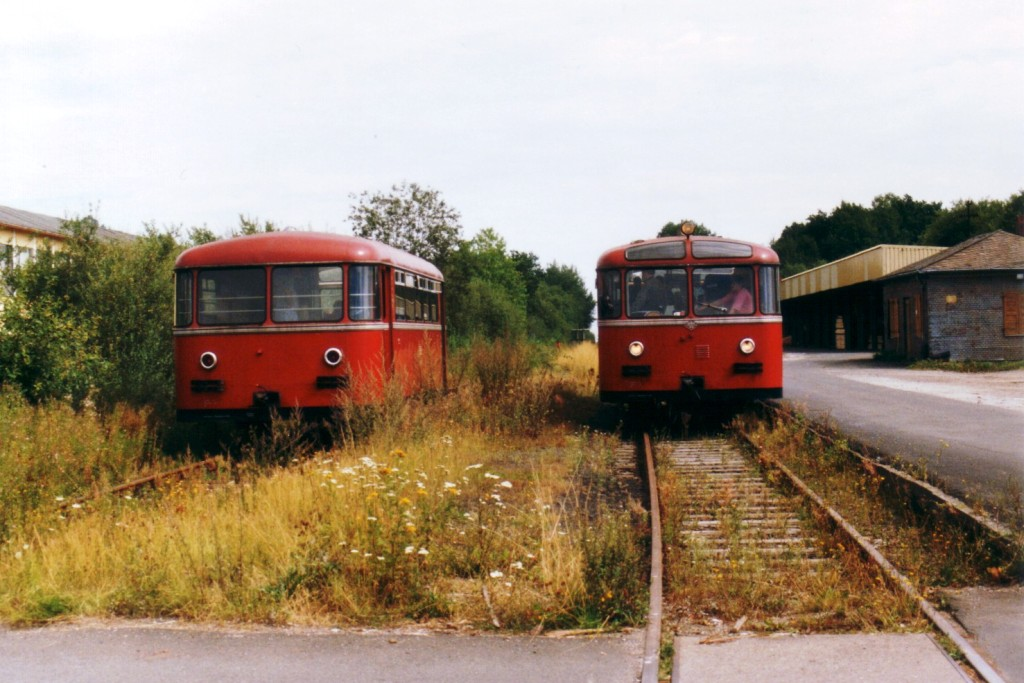
Die Beiwagen der Bauart VB 142 (links) wurden für die Uerdinger Schienenbusse VT 95 (rechts) gebaut

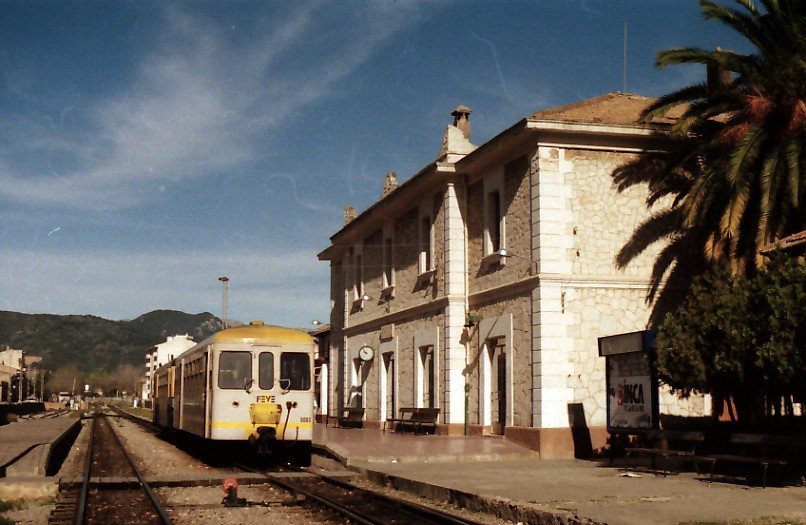
Beiwagen eines Dieseltriebwagens der FEVE von Ferrostaal in Inca (Mallorca), 1990

Bei Eisenbahnen erfolgt die Unterscheidung zwischen Beiwagen und gewöhnlichen Eisenbahnwagen zumeist aus logistischen Gründen, da der Einsatz von Triebfahrzeugen und Wagen gewöhnlich von verschiedenen Dienststellen (beispielsweise Bahnbetriebswerke und Betriebswagenwerke) koordiniert wird. Durch die Bezeichnung Beiwagen (Zuordnung zum Triebfahrzeugpark) wird deutlich, dass ein antriebsloses Fahrzeug gewöhnlich in speziellen Triebwagenzügen zum Einsatz kommt und daher gemeinsam disponiert werden muss.
Meist sind Beiwagen speziell für den Einsatz mit einer speziellen Elektrotriebwagen- oder Dieseltriebwagen-Baureihe beschafft worden, so dass sie technisch und gestalterisch dieser angepasst sind (Beispiel: VB 142 und VT 95). Teilweise hat man aber auch zeitweilig oder dauerhaft gewöhnliche Reisezugwagen in Triebwagenzügen verwendet, die dann meist auch technisch entsprechend verändert (Steuerleitungen) und als Beiwagen bezeichnet wurden. Umgekehrt konnte es auch vorkommen, dass man Beiwagen noch in lokomotivbespannten Zügen verwendete, obwohl die Triebwagen schon nicht mehr im Einsatz waren. Eine Zuordnung zum allgemeinen Wagenpark erfolgte aber nicht mehr, wenn sie nicht freizügig einsetzbar waren.
Die Deutsche Reichsbahn hatte zunächst für Triebwagen und Beiwagen bestimmte Nummerngruppen innerhalb der Reisezugwagennummern reserviert.
Mit der Einführung eines Bezeichnungssystems für elektrische Triebwagen 1940 und Verbrennungstriebwagen 1948 in Westdeutschland erhielten die Beiwagen entsprechende Kennbuchstaben. EB bezeichnete Beiwagen zu elektrischen Triebwagen, EBA Beiwagen zu Akkumulatortriebwagen und VB Beiwagen zu Triebwagen mit Verbrennungsmotor einschließlich Schienenbussen. Die Baureihenbezeichnungen waren immer von der Bezeichnung des Triebwagens abgeleitet.
Bei der Deutschen Reichsbahn wurden die Kennbuchstaben ebenfalls eingeführt. Jedoch erhielten nur Neubauten eine neue Baureihenbezeichnung.
Auch nach Einführung der EDV-Nummern blieb die Zuordnung zu den Triebfahrzeugen erhalten, weshalb sie in Deutschland erst 1968 bzw. 1970 erfolgte. Heute tragen antriebslose Fahrzeuge (Bei-, Mittel- und Steuerwagen) in Elektrotriebzügen 800er-Nummern, in Dieselzügen 900er-Nummern.
Auch bei vielen Sekundär- und Lokalbahnen bzw. Kleinbahnen wurde die Bezeichnung Beiwagen verwendet.